# Ondřej Vendolský
Ondřej Vendolský, né le 12 juillet 1991 à Krnov, est un coureur cycliste tchèque. Il participe à des compétitions sur route et sur piste.

## Palmarès sur piste

### Championnats du monde
- Minsk 2013
  - 11e de la poursuite par équipes
  - 15e de la poursuite

### Championnats d'Europe
- Anadia 2013
  -  Médaillé de bronze de la poursuite par équipes espoirs

### Championnats nationaux
- 2012
  -  Champion de République tchèque de poursuite par équipes (avec Roman Fürst, Jan Kadúch et Ondřej Rybín)
- 2013
  -  Champion de République tchèque de poursuite par équipes (avec Jan Kadúch, Ondřej Rybín et František Sisr)
  -  Champion de République tchèque de vitesse par équipes (avec Alois Kaňkovský et Ondřej Rybín)
  -  Champion de République tchèque de l'américaine (avec František Sisr)
- 2015
  -  Champion de République tchèque de poursuite par équipes (avec Jan Kraus, Martin Bláha et Michael Kohout)
- 2019
  -  Champion de République tchèque de l'américaine (avec Jan Kraus)